# Temse
Temse és un municipi belga de la província de Flandes Oriental a la regió de Flandes. Està compost per les seccions de Temse, Elversele, Steendorp i Tielrode. Limita al nord-oest amb Sint-Niklaas, al nord-est amb Beveren, a l'oest amb Waasmunster, a l'est amb Kruibeke, al sud-oest amb Hamme i al sud amb Bornem.

## Persones
- Fikry El Azzouzi, escriptor i dramaturg